# Nishio Tadasaka
Nishio Tadasaka est un nom japonais traditionnel ; le nom de famille (ou le nom d'école), Nishio, précède donc le prénom (ou le nom d'artiste).
Nishio Tadasaka (西尾 忠受) (16 mai 1821 - 31 août 1861) est un daimyō de la fin de l'époque d'Edo su Japon, à la tête du domaine de Yokosuka dans la province de Tōtōmi.
Deuxième fils de Sakai Tadazane, daimyō du domaine de Himeji, Tadasaka est adopté par Nishio Tadakata, 6e daimyō sans héritier du domaine de Yokosuka, pour être son successeur. Lorsque Tadakata de retire de la vie publique en 1843, Tadasaka devient daimyō et chef du clan Nishio.
Tadasaka intègre l'administration du shogunat Tokugawa en 1846 en tant que sōshaban (maître des cérémonies). En ce qui concerne l'administration de son propre domaine, il aide à établir ses finances sur une base plus stable en encourageant la culture du thé vert et en augmentant la production de bois d'œuvre. Tadasaka, comme plusieurs de ses prédécesseurs, est protecteur des arts. Son nom de plume est Kakei (華渓).
Tadasaka décède le 26 août 1861 dans la résidence du clan Nishio à Soto-Sakurada, Edo, à l'âge de 40 ans. Sa tombe se trouve au Ryumin-ji, temple du clan Nishio  situé dans ce qui est de nos jours la ville de Kakegawa dans la préfecture de Shizuoka. Son fils Tadaatsu lui succède.